# Musanga esculenta
Musanga esculenta, Palomero o Parasol es una especie de árbol perteneciente a la familia Urticaceae.

## Descripción
Es un árbol de porte mediano, recto. Las hojas son alternas, digitadas, con grandes foliolos alargados que surgen de un largo peciolo adoptando una forma a un paraguas. Posee unas vainas rojas que recubren las yemas de las hojas antes de desarrollarse. Las flores son unisexuales. Los frutos son blancos agrupados en una infrutescencia verdosa. 	

## Distribución
Es muy característico del bosque secundario joven de Bioko y Río Muni. Es originario del África tropical occidental.

## Biología
Su nombre, "Palomero", alude a que es un árbol frecuentado por las palomas que aprovechan su fruto. La madera es blanca o ligeramente rosada, ligera, por lo que se utiliza para la construcción de balsas y remos.